# 趙與檡
嗣秀王趙與檡（？—1276年12月20日），祖籍涿郡（今河北省保定市清苑縣）人，宋朝宗室、第七代嗣秀王。

## 生平
趙與檡在咸淳七年（1271年）冬天以全州知州襲封嗣秀王，任吉州刺史。德祐二年（1276年）正月，楊鎮奉益王趙昰、廣王趙昺到婺州，他和楊淑妃一同前往，到閏三月任命為浙江、福建、廣南東三路察訪使、安撫及西外宗正。五月益王趙昰即位，改元景炎，是為宋端宗，當時國舅楊亮節掌權，趙與檡以國家要親近有才賢人經常规劝，於是遭人妒忌，各將領都畏懼他。
後來元軍逼近浙東，端宗命他到瑞安和方洪防禦。元朝廷臣指趙與檡有劉更生的忠心，又有曹王皋的孝道，應該招降任用。景炎元年十一月，元軍圍攻瑞安，他和方洪二人發誓死守，但一名小校李雄在半夜開啟瑞安城門讓元兵進入，二人率領部下巷戰兵敗而受綁。中書左丞董文炳親自勸降，唯趙與檡怒斥：「我是國家宗室近親，穷尽力量而死，是我的本分，還要問我可否投降？」最後被殺，方洪也殉节自殺。

## 家族

### 兄弟
- 弟弟趙與慮，與兄長一同戰死[5]

### 子女
- 趙孟備，與父親一同戰死[5]

## 備註
1. ↑  一作「與睪」[2]，又作「與擇」[3]，或與第六代嗣秀王「趙與澤」同名[4]。

## 延伸阅读
[在维基数据编辑]
 《宋史·卷450》，出自脱脱《宋史》